# لشکر ۸۱ زرهی کرمانشاه

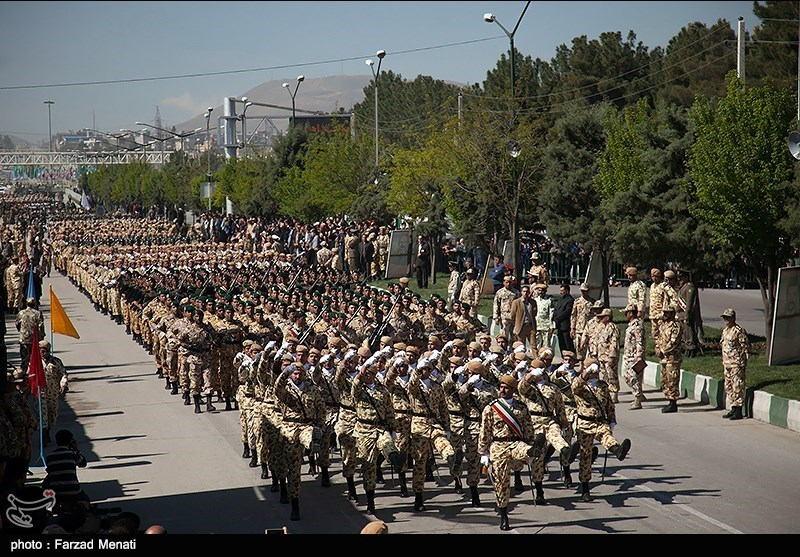
رژه نیروهای لشکر ۸۱ زرهی به‌مناسبت سالگرد جنگ ایران و عراق در سال ۱۳۹۵، کرمانشاه

لشکر ۸۱ زرهی کرمانشاه لشکر زرهی نیروی زمینی ارتش ایران است، که ستاد فرماندهی آن در شهر کرمانشاه قرار دارد. لشکر ۸۱ کرمانشاه دارای ۳ تیپ تابعه بنام‌های؛ تیپ ۱۸۱ زرهی اسلام‌آباد غرب، تیپ ۲۸۱ زرهی بیستون و تیپ ۷۱ پیاده مکانیزه سرپل‌ذهاب می‌باشد و از نظر سلسه‌مراتب، تحت نظارت قرارگاه عملیاتی غرب نزاجا فعالیت می‌کند. این لشکر دارای ۲۴ هزار نفر نیروی‌انسانی فعال، ۳۵۰ عراده تانک، ۲۷۰ دستگاه نفربر زرهی و ۱۷ واحد توپخانه می‌باشد. لشکر ۸۱ زرهی کرمانشاه در خلال جنگ ایران و عراق از یگان‌های عمل‌کننده ارتش جمهوری اسلامی ایران بود. هم‌اکنون سرهنگ جلال صالحی فرماندهی این لشکر را برعهده دارد.

## سازمان
پس از اجرای «طرح ثامن‌الائمه نزاجا»، تیپ‌های زیر نظر این لشکر، از نظر عملیاتی مستقل شدند و هم‌اکنون نقش قرارگاه این لشکر، فرماندهی تاکتیکی تیپ‌های تابعه می‌باشد. ۳ تیپ زیرمجموعه لشکر ۸۱ زرهی کرمانشاه و محل استقرار هر یک:
- تیپ ۱۸۱ زرهی اسلام‌آباد غرب
- تیپ ۲۸۱ زرهی بیستون
- تیپ ۳۸۱ زرهی سرپل‌ذهاب[۲]